# Кеннет Довер
Сер Кеннет Джеймс Довер (англ. Kenneth James Dover, 11 березня 1920 — 7 березня 2010) — британський філолог-класик, визначний дослідник античної культури і літератури, автор великої кількості праць про Стародавню Грецію.
Член  Британської академії (1978) і Королівського товариства Единбурга (1975), президент Університету Сент-Ендрюс  (1981—2005). Був нагороджений медаллю Кеньона.
Основні роботи: «Комедія Аристофана» (1972), «Звичаї грецького народу часів Платона і Аристотеля» (1974), «Грецька гомосексуальність» (1978), «Греки та їхня спадщина» (1989), «Еволюція стилю грецької прози» (1997). Довер підготував коментовані видання  «Хмар» і  «Жаб» Аристофана, поезії Феокрита, «Піра» Платона, VI і VII книги «Історії» Фукідіда.

## Вибрані роботи
- «Грецька гомосексуальність» (Greek Homosexuality, 1978)
- «Греки» (The Greeks, 1978)
- «Греки та їх спадщина» (The Greeks and their Legacy, 1989)
- «Стародавня грецька література» (Ancient Greek Literature, OPUS)
- «Комедія Аристофана» (Aristophanic Comedy, 1972)
- «Звичаї грецького народу часів Платона і Аристотеля» (Greek Popular Morality in the Time of Plato and Aristotle, 1974)
- «Теокрит: вибрані поеми» (Theocritus: Select Poems, редактор)
- «Устрій грецького світу» (Greek Word Order, 1960)
- «Фукідід: Книга VI» (Thucydides: Book VI, редактор)
- «Аристофан: Хмари» (Aristophanes: Clouds, редактор)
- «Фукідід» (Thucydides, Greece & Rome)
- «Lysias and the Corpus Lysiacum» (Lysias and the Corpus Lysiacum, 1978)
- «Еволюція стилю грецької прози» (The Evolution of Greek Prose Style, 1978)
- «Незначна помітка: мемуари» (Marginal Comment: a memoir, London, Duckworth, 1994. ISBN 0715626302)
- «Фукідід VI & VII» (Thucydides VI & VII, 2 томи, редактор)
- «Греція і греки: збірка документів; мова, поезія, драма» (Greek and the Greeks: Collected Papers; language, poetry, drama)
- «Аристофан: Жаби» (Aristophanes: Frogs, редактор)
- «Цицерон: Катон про старість» (Cicero: Cato Maior de Senectute, редактор з J. G. F. Powell)
- «Платон: Симпозіум» (Plato: Symposium, Cambridge Greek Classics, редактор)
- «Історичне судження Фукідіда: Афіни і Сицилія» (Thucydides' Historical Judgment: Athens and Sicily)